# Rico (album)
Rico è un album discografico del gruppo musicale britannico Matt Bianco, l'ottavo registrato in studio.
L'album ricalca la struttura dei precedenti del duo Reilly-Fisher, intriso di ritmo cubani e latineggianti.
Come consuetudine, otto delle dieci tracce sono cantate dal cantante Mark Reilly, una in genere è cantata dalla corista di turno del gruppo ed infine viene inserito un brano strumentale.

## Tracce
1. Cha Cha Cuba – 6:09
2. Boogaloo – 3:49
3. Stake Out – 4:00
4. Mood Swing – 4:01
5. Could You Be? – 4:31
6. Keep the Vibe – 4:06
7. Time of Your Life – 4:01
8. Turn It Upside Down – 4:07
9. Keep the Dream Alive – 4:39
10. Underground – 4:53